# Noccaea mexicana
Noccaea mexicana är en korsblommig växtart som först beskrevs av Paul Carpenter Standley, och fick sitt nu gällande namn av Josef Holub. Noccaea mexicana ingår i släktet backskärvfrön, och familjen korsblommiga växter. Inga underarter finns listade i Catalogue of Life.